# Питтелла, Марчелло
Маурицио Марчелло Клаудио Питтелла (итал. Maurizio Marcello Claudio Pittella), более известен как Марчелло Питтелла (итал. Marcello Pittella; род. 4 июня 1962, Лаурия) — итальянский политик, губернатор Базиликаты (2013—2019).

## Биография
Родился 4 июня 1962 года в Лаурии.
В 1988 году получил высшее медицинское образование со специализацией в хирургии. В 1993 году избран от Социалистической партии в коммунальный совет Лаурии и вошёл в городскую администрацию. В 1995 году избран в совет провинции Потенца от Лейбористской федерации, позднее возглавил в провинциальном совете фракцию Левых демократов. В 1997 году вновь избран в коммунальный совет Лаурии, а в 1999 году — вновь в провинциальный, который впоследствии возглавил. В 2001 году избран мэром Лаурии с результатом 66,57 %. 
31 мая 2005 года, до истечения срока полномочий мэра, ушёл в отставку, поскольку 17 апреля был избран в региональный совет Базиликаты по списку «Объединённые Оливой» (Uniti nell’Ulivo). В 2010 году переизбран в региональный совет в качестве кандидата Демократической партии, в 2012 году назначен в региональной администрации асессором по вопросам производственной деятельности, 24 апреля 2013 года ушёл в отставку ввиду начавшегося расследования против группы депутатов и работников администрации по обвинению в казнокрадстве (тем не менее, 22 сентября 2013 года победил на внутрипартийных выборах и стал вице-губернатором Базиликаты в администрации Вито Де Филиппо).
17 ноября 2013 года на региональных выборах возглавил коалицию «Современная Базиликата» (la Basilicata presente), основу которой составили Демократическая партия, Италия ценностей и Итальянская социалистическая партия (этот блок одержал убедительную победу, получив 62,75 % голосов, и Питтелла стал главой региональной администрации).
В 2016 году на год записался в Ненасильственную транснациональную и транспартийную Радикальную партию.
6 июля 2018 года подвергнут домашнему аресту в рамках расследования финансовых злоупотреблений в системе здравоохранения региона (к 29 другим должностным лицам также применены разные меры пресечения).
24 января 2019 года досрочно ушёл в отставку на основании «закона Северино» (с 6 июля 2018 года был временно отстранён от должности).
24 марта 2019 года по итогам региональных выборов левоцентристы потерпели поражение, и 16 апреля 2019 года в должность губернатора впервые в истории региона официально вступил лидер правоцентристской коалиции — Вито Барди.